# Zbigniew Geiger
Zbigniew Geiger, również jako Kuba Geiger (ur. 13 września 1939 w Tłumaczu, obecnie Ukraina) – polski aktor. Absolwent wydziału aktorskiego PWSTiF w Łodzi. Grał w filmach takich jak Vabank i Vabank II, czyli riposta, a także w serialu Czterej pancerni i pies.

## Filmografia
- Czterej pancerni i pies (1966-1970) jako jeniec niemiecki z oddziału hauptmanna Krummela (niewymieniony w czołówce)
- Na krawędzi (1972) jako porucznik
- Czarne chmury (1973) jako Poseł Siedmiogrodzki (niewymieniony w czołówce)
- Śledztwo (1973) jako sierżant policji
- Dyrektorzy  (1975)
- Do krwi ostatniej...  (1978)
- Do krwi ostatniej (serial) (1979)
- Vabank (1981) jako sekretarz Kramera
- Vabank II, czyli riposta (1984) jako Stawiski
- Ostatnia misja  (1999) jako Farina, człowiek szefa mafii w Paryżu